# Michel Fanget
Pour les articles homonymes, voir Fanget.
Michel Fanget est un homme politique français, né le 3 mai 1950 à Clermont-Ferrand.
Il est membre du MoDem, dont il préside la fédération du Puy-de-Dôme. Il a été député UDF de la première circonscription du Puy-de-Dôme de 1993 à 1997. Il est député de la quatrième circonscription du Puy-de-Dôme entre 2017 et 2022.

## Biographie
Médecin cardiologue de profession, Michel Fanget a fait ses études de médecine à l'université de Clermont-Ferrand où il a obtenu son diplôme d'État de docteur en médecine et un certificat d’études spéciales de biologie et médecine du sport. Il a ensuite obtenu son certificat d’études spéciales de cardiologie à l'université Claude Bernard Lyon 1. Il est actuellement praticien attaché au CHU de Clermont-Ferrand et au Centre Jean Perrin.
Michel Fanget est également connu à Clermont-Ferrand pour son action associative et plus particulièrement pour sa présidence de l’AEP Clermont la Plaine (structure socio-éducative et humanitaire de portage de repas à domicile).

### Engagement politique local
Il fait son entrée en politique lors des élections municipales de 1989 en figurant sur la liste d'opposition à Roger Quilliot. Ce dernier est réélu maire, mais Michel Fanget fait son entrée au conseil municipal sous l'étiquette de l'UDF. Il continue à y siéger après les élections municipales de 1995 et de 2001 et préside le groupe d'opposition à Serge Godard, devenu maire en 1997.
En 1994, il conquiert le siège de conseiller général du canton de Clermont-Ferrand-Centre en battant le socialiste Jacques Mary mais il est battu en 2001 par la socialiste Patricia Guilhot.
Le 6 décembre 2007, il annonce sa candidature à l'élection municipale de 2008 sous l'étiquette du MoDem.
Il mène la liste du MoDem lors de l'élection municipale de mars 2014 à Clermont-Ferrand et obtient 8 % des voix lors du premier tour. Entre les deux tours, il négocie une fusion avec la liste UMP de Jean-Pierre Brenas (25 %) mais les négociations échouent.
Fanget souhaite mener une liste du « pôle central » lors de l'élection municipale de mars 2020 à Clermont-Ferrand. Il est désigné candidat par le conseil national et le conseil politique départemental du MoDem mais certains militants MoDem de Clermont-Ferrand annoncent soutenir la liste LREM menée par Éric Faidy. En janvier 2020, Fanget et Brenas (LR) annoncent présenter une liste commune dont Brenas est la tête de liste.

### Engagement politique national
Lors des élections législatives de 1993, ayant devancé le candidat RPR Brice Hortefeux, au premier tour, il profite de la « vague bleue » pour battre, au second tour, le député socialiste sortant de la première circonscription du Puy-de-Dôme, Maurice Pourchon. Il siège alors au sein du groupe Union pour la démocratie française et du centre. Il est battu lors des scrutins suivants (1997, 2002 et 2007) par la socialiste Odile Saugues.
En 2009, il est troisième sur la liste MoDem pour les élections européennes.
En 2012, il se représente aux élections législatives dans la première circonscription du Puy-de-Dôme. Il est de nouveau battu, dès le premier tour, avec 4,84 % des voix.
En 2017, dans le sillage de l'élection présidentielle remportée par Emmanuel Macron, Michel Fanget est investi par La République en marche aux élections législatives. Candidat à l'investiture dans la première circonscription du Puy-de-Dôme (où il était candidat malheureux aux législatives depuis 1997), celle-ci échoit à Valérie Thomas, co-référente du parti dans le département. Quelques jours plus tard, il est finalement investi dans la quatrième circonscription. Il remporte l'élection au deuxième tour face à Bertrand Barraud, maire d'Issoire et candidat Les Républicains.

### Affaire judiciaire
Le texte peut changer fréquemment, n’est peut-être pas à jour et peut manquer de recul. 
Le titre et la description de l'acte concerné reposent sur la qualification juridique retenue lors de la rédaction de l'article et peuvent évoluer en même temps que celle-ci.
Le 10 février 2022, Michel Fanget est condamné par le tribunal correctionnel de Clermont-Ferrand à six mois d'emprisonnement avec sursis, 8 000 euros d'amende, ainsi qu'une peine d’inéligibilité de cinq ans, pour « complicité d'escroquerie au préjudice d'un organisme de protection sociale pour l'obtention d'une allocation ou prestation indue ». Il lui est reproché d'avoir fourni, en sa qualité de médecin cardiologue, plusieurs prolongations d'arrêts maladie à un homme de son entourage, alors en litige, depuis plusieurs années, avec les organismes sociaux. Le patient était suspecté d'avoir perçu de la Caisse primaire d'assurance maladie et de Pôle Emploi des prestations auxquelles il ne pouvait plus prétendre, au prix de manœuvres frauduleuses, entre avril 2014 et novembre 2019. Michel Fanget a été reconnu coupable de cette complicité d'escroquerie au détriment de la CPAM puydômoise mais a été relaxé pour les mêmes faits concernant Pôle Emploi. Sa peine est confirmée mais diminuée par la cour d'appel du Puy-de-Dôme le 18 mai 2022 : il est en effet condamné à une peine de 2 000 euros d’amende ainsi qu'à deux ans d'inéligibilité, avec exécution provisoire.
Le 16 juin 2022, le Conseil constitutionnel rejette la constatation de la déchéance de plein droit à la suite de la condamnation en appel à cause du pourvoi en cassation du candidat.

## Synthèse des résultats électoraux

### Élections législatives
| Année | Parti  | Parti             | Circonscription    | 1er tour | 1er tour | 1er tour | 2d tour | 2d tour | 2d tour | Issue |
| Année | Parti  | Parti             | Circonscription    | Voix     | %        | Rang     | Voix    | %       | Rang    | Issue |
| ----- | ------ | ----------------- | ------------------ | -------- | -------- | -------- | ------- | ------- | ------- | ----- |
| 1993  |        | UDF               | 1re du Puy-de-Dôme | 8 730    | 23,37    | 2e       | 19 444  | 53,57   | 1er     | Élu   |
| 1997  | 10 083 | UDF               | 1re du Puy-de-Dôme | 28,35    | 2e       | 15 818   | 41,96   | 2e      | Battu   |       |
| 2002  | 5 429  | UDF               | 1re du Puy-de-Dôme | 14,96    | 3e       |          |         |         | Battu   |       |
| 2007  |        | Modem-UDF         | 1re du Puy-de-Dôme | 3 921    | 11,62    | 3e       |         |         |         | Battu |
| 2012  | Modem  | 2 087             | 1re du Puy-de-Dôme | 4,84     | 6e       |          |         |         | Battu   |       |
| 2017  | Modem  | 4e du Puy-de-Dôme | 16 472             | 32,92    | 1er      | 19 265   | 55,44   | 1er     | Élu     |       |

### Élections municipales
Les résultats ci-dessous concernent uniquement les élections où il est tête de liste.
| Année | Liste | Liste     | Commune          | 1er tour | 1er tour | 1er tour | 2d tour | 2d tour | 2d tour | Sièges obtenus |
| Année | Liste | Liste     | Commune          | Voix     | %        | Rang     | Voix    | %       | Rang    | Sièges obtenus |
| ----- | ----- | --------- | ---------------- | -------- | -------- | -------- | ------- | ------- | ------- | -------------- |
| 2001  |       | UDF diss. | Clermont-Ferrand | 5 208    | 14,51    | 3e       | 7 247   | 21,65   | 2e      |                |
| 2008  |       | Modem     | Clermont-Ferrand | 6 281    | 15,97    | 3e       | 3 899   | 10,63   | 4e      | 3 / 34         |
| 2014  |       | Modem-UDI | Clermont-Ferrand | 3 036    | 8,00     | 5e       |         |         |         | 0 / 34         |

## Mandats électoraux
Député
- 2 avril 1993 - 27 avril 1997 : député de la première circonscription du Puy-de-Dôme
- 18 juin 2017 - 21 juin 2022 : député de la quatrième circonscription du Puy-de-Dôme

Conseiller régional
- depuis le 1er janvier 2016 : conseiller régional de la majorité en Auvergne-Rhône-Alpes

Conseiller général
- 27 mars 1994 - 18 mars 2001 : membre du conseil général du Puy-de-Dôme (élu dans le canton de Clermont-Ferrand-Centre)

Conseiller municipal
- 19 mars 1989 - 18 juin 1995 : conseiller municipal de Clermont-Ferrand
- 18 juin 1995 - 18 mars 2001 : conseiller municipal de Clermont-Ferrand
- 18 mars 2001 - 9 juillet 2008 : conseiller municipal de Clermont-Ferrand
- 9 juillet 2008 - 4 avril 2014 : conseiller municipal de Clermont-Ferrand